# Ctenotus angusticeps
Ctenotus angusticeps este o specie de șopârle din genul Ctenotus, familia Scincidae, descrisă de Storr 1988. Conform Catalogue of Life specia Ctenotus angusticeps nu are subspecii cunoscute.